# Kup Srbije 2012-2013
La Kup Srbije u fudbalu 2012-2013 (in cirillico Куп Србије у фудбалу 2012-2013, Coppa di Serbia di calcio 2012-2013), fu la 7ª edizione della Kup Srbije.
Il detentore era la Stella Rossa. In questa edizione la coppa fu vinta dalla Jagodina (al suo 1º titolo) che sconfisse in finale la Vojvodina. Per la prima volta dal 1987 (c'era ancora la Jugoslavia unita) non ci furono Partizan o Stella Rossa in finale.

## Formula
La formula è quella dell'eliminazione diretta, in caso si parità al 90º minuto si va direttamente ai tiri di rigore senza disputare i tempi supplementari (eccetto in finale). Gli accoppiamenti sono decisi tramite sorteggio; in ogni turno (eccetto le semifinali, dove il sorteggio è libero) le "teste di serie" non possono essere incrociate fra loro.
La finale si disputa di regola allo Stadio Partizan di Belgrado; se i finalisti sono Partizan e Stella Rossa si effettua un sorteggio per decidere la sede; se i finalisti sono Partizan ed un'altra squadra si gioca allo Stadio Stella Rossa.

### Calendario
| Turno                | Numero di incontri | Squadre | Entrano a questo turno                                                                           | Date                      |
| -------------------- | ------------------ | ------- | ------------------------------------------------------------------------------------------------ | ------------------------- |
| Turno preliminare    | 7                  | 39 → 32 | ultime 9 classificate della Prva Liga Srbija 2011-2012 5 squadre vincenti delle coppe regionali  | 5 settembre 2012          |
| Sedicesimi di finale | 16                 | 32 → 16 | 16 squadre della Superliga serba 2011-2012 prime 9 classificate della Prva Liga Srbija 2011-2012 | 26 settembre 2012         |
| Ottavi di finale     | 8                  | 16 → 8  | –                                                                                                | 24 ottobre 2012           |
| Quarti di finale     | 4                  | 8 → 4   | –                                                                                                | 21 novembre 2012          |
| Semifinali           | 2 + 2              | 4 → 2   | –                                                                                                | 13 marzo / 17 aprile 2013 |
| Finale               | 1                  | 2 → 1   | –                                                                                                | 8 maggio 2014             |

### Squadre partecipanti
Partecipano 39 squadre: le 16 della SuperLiga 2011-2012, le 18 della Prva liga 2011-2012 e le 5 vincitrici delle coppe regionali 2011-2012.
Le vincitrici delle coppe regionali 2011-2012 sono: Dunav Stari Banovci (Vojvodina), Kovačevac (Belgrado), Jedinstvo Putevi (Ovest), Timok (Est) e FK Trepča (Kosovo e Metochia).
SuperLiga
- BSK Borča
- Donji Srem
- Hajduk Kula
- Jagodina
- Javor Ivanjica
- Novi Pazar
- OFK Belgrado
- Partizan
- Rad Belgrado
- Radnički Kragujevac
- Radnički Niš
- Sloboda Užice
- Smederevo
- Spartak Zlatibor voda
- Stella Rossa
- Vojvodina

Prva liga
- Banat Zrenjanin
- Bežanija
- Borac Čačak
- Čukarički
- Inđija
- Jedinstvo Putevi
- Kolubara
- Metalac
- Mladenovac
- Mladost Lučani
- Napredak Kruševac
- Novi Sad
- Proleter Novi Sad
- Sloga Kraljevo
- Teleoptik
- Timok

Srpska liga
- Dunav Stari Banovci
- Kovačevac
- Mladi Radnik
- Radnički Niš
- Sinđelić Niš
- Srem

Zonska liga
- FK Trepča

## Turno preliminare
Viene disputato dalle ultime 9 classificate della Prva Liga Srbija 2011-2012 e dalle 5 vincitrici delle coppe regionali. 
| Squadra 1           | Risultato       | Squadra 2       |
| ------------------- | --------------- | --------------- |
| 05.09.2012          |                 |                 |
| Čukarički           | 2 – 1           | Srem            |
| Radnički Sombor     | 0 – 3           | Novi Sad        |
| Dunav Stari Banovci | 3 – 1           | Banat Zrenjanin |
| Kovačevac           | 1 – 0           | Mladi Radnik    |
| Jedinstvo Putevi    | 0 – 1           | Kolubara        |
| Timok               | 2 – 1           | Sinđelić Niš    |
| 12.09.2012          |                 |                 |
| FK Trepča           | 0 – 0 (1-4 dtr) | Mladenovac      |

## Sedicesimi di finale
Il sorteggio si è tenuto il 13 settembre 2012 presso la sede del Centro sportivo della Federcalcio serba a Stara Pazova.
| Squadra 1           | Risultato       | Squadra 2             |
| ------------------- | --------------- | --------------------- |
| 26.09.2012          |                 |                       |
| Kovačevac           | 2 – 4           | Hajduk Kula           |
| Sloboda Užice       | 0 – 1           | Inđija                |
| Timok               | 0 – 2           | Rad Belgrado          |
| Mladost Lučani      | 2 – 2 (2-4 dtr) | Novi Pazar            |
| Smederevo           | 0 – 0 (5-4 dtr) | Napredak Kruševac     |
| Partizan            | 4 – 1           | Proleter Novi Sad     |
| Novi Sad            | 1 – 0           | Radnički Kragujevac   |
| Teleoptik           | 0 – 0 (7-8 dtr) | Javor Ivanjica        |
| Čukarički           | 1 – 0           | BSK Borča             |
| OFK Belgrado        | 5 – 0           | Sloga Kraljevo        |
| Vojvodina           | 1 – 0           | Donji Srem            |
| Mladenovac          | 0 – 1           | Spartak Zlatibor voda |
| Dunav Stari Banovci | 1 – 4           | Metalac               |
| Radnički Niš        | 1 – 2           | Stella Rossa          |
| Borac Čačak         | 0 – 0 (5-4 dtr) | Kolubara              |
| Bežanija            | 0 – 2           | Jagodina              |

## Ottavi di finale
Il sorteggio si è tenuto il 4 ottobre 2012 presso la sede del Centro sportivo della Federcalcio serba a Stara Pazova.
| Squadra 1             | Risultato       | Squadra 2    |
| --------------------- | --------------- | ------------ |
| 24.10.2012            |                 |              |
| Javor Ivanjica        | 3 – 0           | Smederevo    |
| Hajduk Kula           | 0 – 2           | Stella Rossa |
| Spartak Zlatibor voda | 0 – 0 (8-7 dtr) | Metalac      |
| Inđija                | 2 – 3           | OFK Belgrado |
| Novi Pazar            | 0 – 1           | Rad Belgrado |
| Jagodina              | 1 – 0           | Novi Sad     |
| Čukarički             | 0 – 1           | Vojvodina    |
| 31.10.2012            |                 |              |
| Partizan              | 1 – 2           | Borac Čačak  |

## Quarti di finale
Il sorteggio si è tenuto il 2 novembre 2012 presso la sede del Centro sportivo della Federcalcio serba a Stara Pazova.
| Squadra 1             | Risultato       | Squadra 2      |
| --------------------- | --------------- | -------------- |
| 21.11.2012            |                 |                |
| Rad Belgrado          | 0 – 1           | Jagodina       |
| Spartak Zlatibor voda | 1 – 1 (3-5 dtr) | Vojvodina      |
| Borac Čačak           | 0 – 0 (4-5 dtr) | Javor Ivanjica |
| Stella Rossa          | 1 – 3           | OFK Belgrado   |

| Arbitro: | Miodrag Gogić |

|  |           |             |
|  | Marcatori | 62’ Lepović |

| Arbitro: | Milorad Mažić |

|              |                      |             |
| Puškarić 31’ | Marcatori            | 89’ Oumarou |
|              | Tiri di rigore 3 – 5 |             |

| Arbitro: | Boško Jovanetić |

|  |                      |  |
|  | Tiri di rigore 4 – 5 |  |

| Arbitro: | Milenko Vukadinović |

|             |           |                            |
| Lazović 31’ | Marcatori | 13’, 62’ Grbić 63’ Bogavac |

## Semifinali
Il sorteggio si è tenuto il 12 dicembre 2012.
| Squadra 1      | Totale | Squadra 2    | Andata     | Ritorno    |
| -------------- | ------ | ------------ | ---------- | ---------- |
|                |        |              | 13.03.2013 | 17.04.2013 |
| Vojvodina      | 2 – 1  | OFK Belgrado | 1 – 0      | 1 – 1      |
| Javor Ivanjica | 2 – 4  | Jagodina     | 1 – 0      | 1 – 4      |

### Andata
| Arbitro: | Milenko Vukadinović |

|                |           |  |
| Stojaković 55’ | Marcatori |  |

| Arbitro: | Milorad Mažić |

|             |           |  |
| Oumarou 71’ | Marcatori |  |

### Ritorno
| Arbitro: | Milenko Vukadinocić |

|           |           |            |
| Mijić 54’ | Marcatori | 61’ Radoja |

| Arbitro: | Majo Vujović |

|                                                           |           |                |
| Gogić 13’ Vlašić 22’ (aut.) M. Stojanović 34’ Lepović 61’ | Marcatori | 19’ Momčilović |

## Finale
| Squadra 1  | Risultato | Squadra 2 |
| ---------- | --------- | --------- |
| 08.05.2013 |           |           |
| Jagodina   | 1 – 0     | Vojvodina |

| Arbitro: | Milorad Mažić (Vrbas) |

| |            | |
| Đurić 15’ (rig.) | Marcatori  | |
| I. Bondžulić J. Projić D. Dukić D. Mihajlović A. Živanović G. Gogić (M. Kostić 82') I. Cvetković M. Đurić (L. Petričević 90+2') M. Lepović (D. Stojkov 81') F. Arsenijević M. Stojanović | Formazioni | N. Supić Đ. Jokić V. Pavlović B. Trajković M. Vulićević N. Ajuru (68' M. Poletanović) E. Alivodić S. Vranješ (78' N. Kosović) A. Katai (68' Đ. Šušnjar) N. Radoja A. Oumarou |
| S. Krunić | Allenatori | N. Vignjević e B. Babić |